# El Espino (Boyacá)
Pour les articles homonymes, voir Espino.
El Espino est une municipalité située dans le département de Boyacá, en Colombie.